# Theo Berkelmann

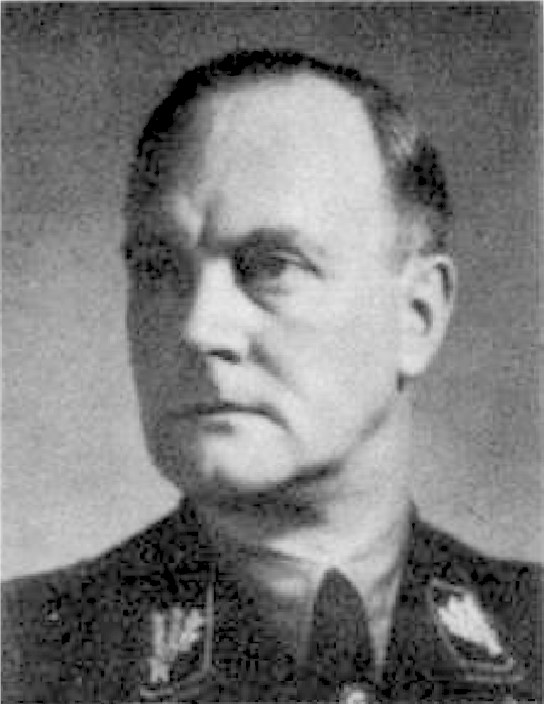
Theo Berkelmann

Theodor Friedrich Wilhelm Hermann „Theo“ Berkelmann (* 17. April 1894 in Le Ban-Saint-Martin; † 28. Dezember 1943 in Posen) war ein deutscher  Politiker (NSDAP), SS-Obergruppenführer und General der Polizei.

## Leben
Theo Berkelmann war ein Sohn des Zollbeamten Fritz Otto Berkelmann. Er beendete seine Schullaufbahn an der Oberrealschule in Colmar, wo er 1913 die Reifeprüfung ablegte. Im Oktober 1913 trat er als Einjährig-Freiwilliger in das Jägerbataillon Nr. 11 ein und nahm ab August 1914 als Soldat, zuletzt im Range eines Oberleutnants am Ersten Weltkrieg teil. Nach Kriegsende schloss er sich im März 1919 dem Freikorps Hülsen an, das 1920 aufgelöst wurde. Nach kurzer Arbeitslosigkeit war er bis Ende 1922 als Bergarbeiter und anschließend bis 1926 im kaufmännischen Bereich und für Versicherungen tätig. Von 1926 bis 1930 war er in Oberschlesien als Sportlehrer beim Landesschützenverband beschäftigt. Von Anfang Februar 1930 bis Anfang März 1931 war er Farmarbeiter in Kanada.

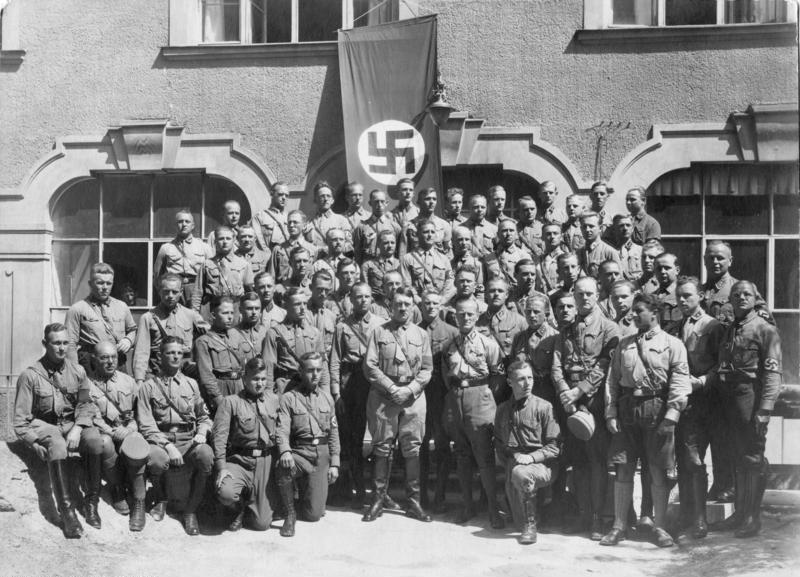
Hitler mit Teilnehmern der SA am 1. Lehrgang der Reichsführerschule. Berkelmann in SA-Uniform, 2. v. r. stehend (Mitte Juni 1931).

Zum 1. Mai 1929 trat Berkelmann der NSDAP bei (Mitgliedsnummer 128.245), im März 1931 dann auch der SS (SS-Nummer 6.019), von der er sogleich mit der Aufstellung der SS-Standarte 23 „Oberschlesien“ beauftragt wurde. Am 15. Juni 1931 wurde er als SA-Standartenführer in die Oberste SA-Führung versetzt und als Lehrer sowie stellvertretender Leiter an die Reichsführerschule der SA nach München kommandiert.
Am 6. März 1932 kehrte er zur SS zurück und wurde Adjutant des Reichsführers SS, Heinrich Himmler. Vom 1. Oktober 1932 bis zum 1. April 1933 war er Stabsführer bei der SS-Gruppe „Nord“ in Altona. Anschließend übernahm er die Führung der SS-Standarte 24 „Ostfriesland“. Am 9. Dezember 1933 wurde er zum Führer des SS-Abschnitts VI „Südost“ in Breslau und am 1. April 1936 zum Führer des SS-Oberabschnitts 11 „Elbe“ in Dresden ernannt. Parallel dazu wurde Berkelmann in der SS mehrfach befördert: am 30. Januar 1934 zum SS-Oberführer, am 9. September 1934 zum SS-Brigadeführer, am 13. September 1936 zum SS-Gruppenführer und am 30. Januar 1942 zum SS-Obergruppenführer.
Von Juni 1938 bis April 1940 war Berkelmann Höherer SS- und Polizeiführer Elbe mit Dienstsitz Dresden und übernahm danach Vertretungsaufgaben. Ab 1940 wurde er als Höherer SS- und Polizeiführer beim Reichskommissar für die Saarpfalz und Chef der Zivilverwaltung in Lothringen eingesetzt. Im November 1943 wechselte er in gleicher Funktion in den Reichsgau Wartheland.
Von März 1936 bis zu seinem Tode gehörte er  dem Reichstag an. Berkelmann erlag am 28. Dezember 1943 einem Krebsleiden.

## Ehe und Familie
Theo Berkelmann war in erster Ehe seit 1923 mit Gertrud Paul (* 27. März 1892 in Deutschhof) verheiratet. Diese Ehe wurde am 27. März 1942 geschieden. In zweiter Ehe heiratete er am 8. April 1942 Gabriele Alexandra von Wolffersdorff (* 21. Januar 1918 in Züllichau; 28. Oktober 1992 in Kassel), deren erster Ehemann 1940 im Krieg umgekommen war.

## Auszeichnungen
- Eisernes Kreuz (1914) II. und I. Klasse
- Goldenes Parteiabzeichen der NSDAP am 30. Januar 1939[3]
- Kriegsverdienstkreuz (1939) II. und I. Klasse mit Schwertern
- Ehrendegen des Reichsführers SS
- Totenkopfring der SS